# تاكاني ميغومي

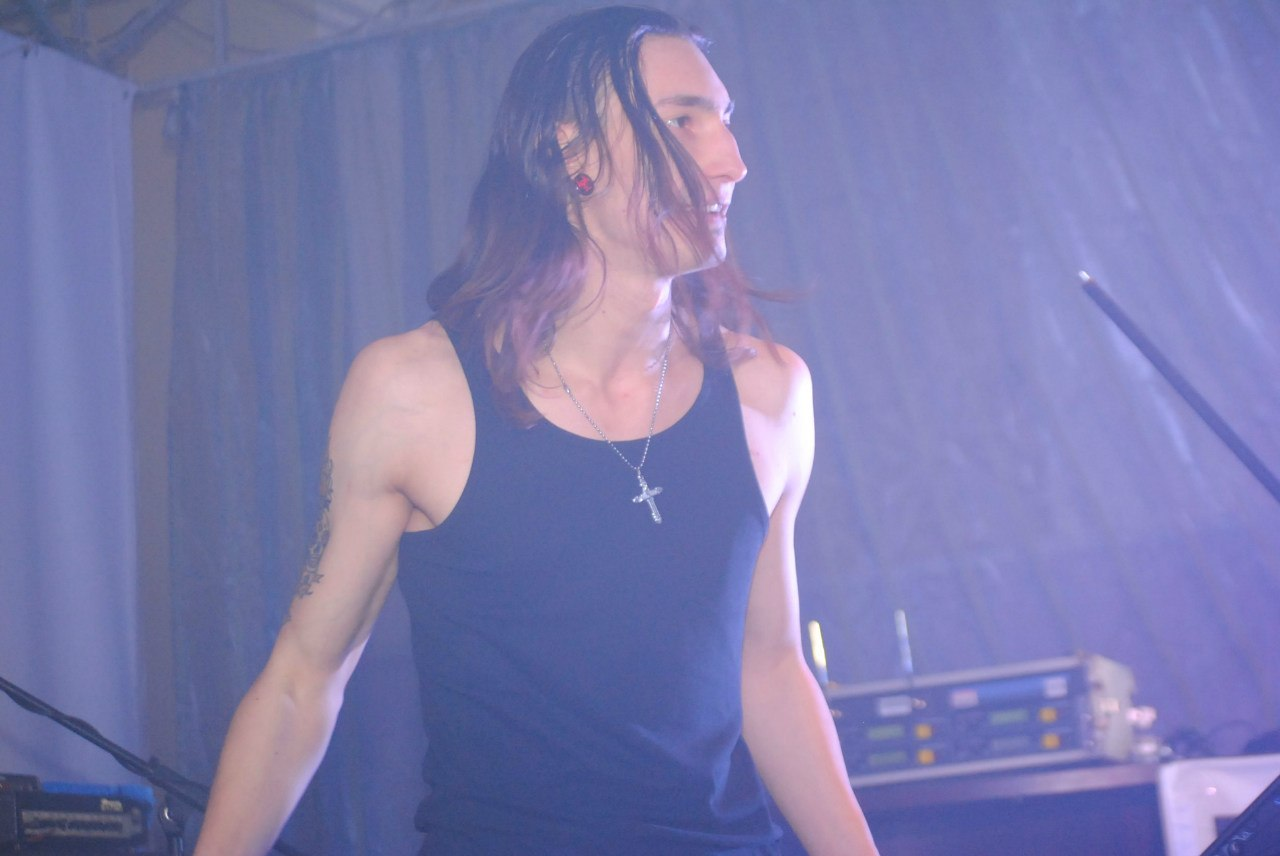

تاكاني ميغومي 高荷 恵 وفي الإصدارات الإنجليزية مغومي تاكاني، هي شخصية خيالية من ابتكار نوبوهيرو واتسوكي لسلسلة المانغا والأنمي المعروفة روروني كنشين. ميغومي هي أصغر بنات تاكاني ريوساي الطبيب المعروف في أبيزو التي كانت منطقة مهمة داعمة لعهد توكوغاوا شوغون. في حرب بوشين مات والد ميغومي وتشتت أفراد الأسرة مختفين تاركي ميغومي الفرد الوحيد المتبقي. اسم ميغومي يعني «البركة» في اليابانية.
في روروني، ميجي سوردمان رومانتيك ستوري، كان اسمها كاميا ميغومي 神谷 恵 وكانت ذات شخصية مستكينة على خلاف الشخصية في روروني كنشين.

## ابتكار الشخصية
لم يكن لدى نوبوهيرو واتسوكي عند ابتكار ميغومي «كامرأة بالغة» أي تصميم محدد لشخصية في فكرة، عند نشر العدد الرابع من روروني كنشين شعر واتسوكي بأنه محبط قليلا لما انتهت إليه الشخصية كونه لم يصورها بالشكل المطلوب، كانت نية واتسوكي في أن يعطيها دورا صغيرا كالمرأة الوحيدة التي تتفاعل كاورو معها.

## قصة الشخصية
ميغومي هي من منطقة أيزو المسماة حاليا منطقة فوكوشيما، وكباقي أفراد أسرتها تمرست على التداوي بواسطة «رانغاكو» (حرفيا تعني «التعليم الألماني») رغم كونها قد خلطت ذلك التعليم الغربي مع الأدوية الشرقية أيضا. رسمت ميغومي في المانغا والأنمي كامرأة لها شعر أسود طويل وعينان سوداوين، في الأنمي تحديدا ارتدت هاوري فوق الكيمونو الأرجواني. قدمت ميغومي في العدد الثاني روروني كنشين وعلم بأنها صانعة أفيون «شبكة العنكبوت».
في بعض الأحيان، يظهر أذني ثعلب على رأسها، وهو تخيل للقبها كيتسوني (ثعلب)، سانوسكي خاصة ما يناديها كيتسوني-أونا بمعنى «الثعلب الأنثى» (Vixen في المانغا الإنجليزي وهو وصف يطلق على المرأة التي تستغل الرجل)، على رغم أن ياهيكو وكاورو أحيانا ما ينادونها كذلك. وبهذا فطيلة عمر السلسلة تقارن ميغومي بالثعلب.
مثل كاورو، ميغومي هي امرأة قوية الإرادة، لكنها تصور دائما بكونها أكثر نضجا وجمالا من كاورو التي تصغرها.

## خلفية الشخصية
عائلة ميغومي كانت عائلة مشهورة بالطب في منطقة أيزو، كما عدت العائلة بكونها فريدة حيث يتعلم كل جيل منها الطب رجاله ونساؤه، كما كان يصنفون بالأطباء في المجتمع الطبقي، ولكن رغم التمييز الشديد الذي ظهر في حقبة إيدو، كانوا يعتقدون بتقديم العلاج بدون تمييز للمرضى دون اكتراث للحالة الاجتماعية. مثُــل العائلة كانت في اعتبار الحياة هي الغاية الحقيقية للطب وأن تفضيل النظام المتزمت لطبقة الساموراي هو اعتداء على مهنتهم.
تاكاني ريوساي والد ميغومي، كان من المتحمسين لتلك المثل وغادر بجرأة أيزو إلى ناغاساكي لدراسة الطب الغربي، عندما عادت العائلة بإذن خاص كانت المنطقة في حالة حرب، تركت العائلة ميغومي في الخلف للمشاركة في علاج المصابين في ساحات الحرب، مات والدها بينما أختفت الأم واثنين من أبنائها.
بعدما بدأت بالطب العشبي والطب الغربي، أصبحت ميغومي مساعدة لطبيب مشهور بنية التدرب حتى تصبح طبيبة ذات شأن. على كل اتضح أن مدربها لم يكن الأفضل، فقد كان يعمل لمصلحة زعيم إجرام يدعى تاكيدا كانريو الذي كان يدير عصابة أفيون في طوكيو.
أوكل تاكيدا للطبيب بأن ينتج نوعا جديدا من الأفيون سماه «شبكة العنكبوت» تركيبة هذا النوع كانت مختلفة فقد كانت تستخدم نصف الجرعة العادية من عصير الخشخاش لكنها ذات تأثير مضاعف لما تعطيه الجرعة العادية ما يدر من الأرباح الضعف. تعلمت ميغومي عند تدربها سر التركيبة، وعندما قتل تاكيدا الطبيب أثناء مجادلة، أرغم ميغومي على استخدام التركيبة لإنتاج المزيد من الأفيون.

## موجز القصة

### فترة طوكيو
شعرت ميغومي بالندم على العيش المذل تحت استبداد تاكيدا البعيد تماما عن العيش النبيل القديم مع عائلتها. كانت تحت ثقل الشعور بالذنب الذي دفعها بصنع الأفيون، وأخيرا قررت الهرب من قصر تاكيدا ومجموعة أونيوابان.
ظهرت ميغومي (العدد الثاني من المانغا، الحلقة الثامنة من الأنمي) كامرأة تهرب من مجموعة من الرجال (أعضاء أونيوابان وفيهم بيشيمي)، التجأت إلى بيت مقامرة كان يلعب فيه هيمورا كنشين وساغارا سانوسكي مع صديقيه، طلبت ميغومي العون وبعدها ترافقهم في العودة إلى دوجو كاميا، كاورو التي كانت تنتظر استشاطت غضبا عندما رأت كنشين ترافقه امرأة غريبة معه للمنزل، وبشعورها لمدى غيرة كاورو تستمر ميغومي بالتودد نحو كنشين الذي يحاول الابتعاد. شخصية ميغومي اللعوبة تجاه كنشين وما يتبعها من غيرة كاورو كان مشهدا متكررا طوال السلسلة.
تعجب ميغومي بمجموعة كنشين التي تضم ميوجين ياهيكو، كاميا كاورو، ساغارا سانوسكي بعد أن تعالج ياهيكو الذي أصيب بإبرة مسمومة بدلا منها، لكن سانوسكي يرتاب بأمرها عندما يكتشف حملها للأفيون الذي قتل صديقه يويتا. مجموعة أونيوابان تكتشف ملجأ ميغومي وترسل فرقة لاستعادتها، في المانغا تعود ميغومي طواعية إلى قصر تاكيدا لمنع إراقة الدماء، بينما في الأنمي يجبرها بيشيمي على العودة، بعدها تقابل رئيس المجموعة شينوموري آوشي الذي يعطيها تانتو (خنجر/سكين ياباني) في حال أرادت الانتحار. وتفهما للورطة التي فيها، يعطيها آوشي خيار إنهاء حياتها المزرية، وقبل أن تبدأ استخدام تانتو تصل مجموعة كنشين وتوقفها.
يخبرها كنشين لاحقا أن الطريق لتكفير أخطائها السابقة يكون في الاستمرار بالعيش ومساعدة الناس، وأن عندها نعمة الطب التي بإمكانها مساعدة الناس به، تصدقه ميغومي وتعود للتدرب على يد الطبيب أوغوني غنساي بعد هزيمة تاكيدا.

### فترة كيوتو
شيشيو ماكوتو، العدو الرئيس يظهر في كيوتو محاولا السيطرة على اليابان، كنشين تحت طلب حكومة ميجي يذهب إلى كيوتو لإيقافه، تاركا طوكيو ومودعا كاورو فقط.
بعد ذهاب كنشين تكتئب كاورو لأيام وترفض النهوض من سريرها ما يدفع ذلك أصدقاءها إلى الشعور بالقلق، تقنعها ميغومي أخيرا بالنهوض واللحاق بكنشين بذريعة إعطائه أحد أدويتها الخاصة، كما أكدت لكاورو أن وداع كنشين لها يعني شعوره بأنها أكثر أهمية بالنسبة إليه من الباقين بمن فيهم ميغومي نفسها. بذهاب كاورو وياهيكو إلى كيوتو تبقى ميغومي للاهتمام بالدوجو، الذي ما لبث أن تلقى زيارة من شينوموري آوشي.
شعورها العميق نحو كنشين لم يكشف، كما لو بدا أنها تتلاعب به لإثارة غيرة كاورو، لكن بنهاية فترة كيوتو ظهر اهتمامها بكنشين حيث أسرعت إلى كيوتو لعلاجه وأصدقائه من الإصابات التي تلت المعارك، وفي أثناء جولة بالمدينة مع كاورو، تخبرها بأن جسم كنشين قد أرهق بحدة ثم تطلب منها أن تهتم به بحرص.

### فترة جينتشو
هذه الفترة في المانغا فقط، حيث تجد ميغومي نفسها منشغلة تماما بامتلاء عيادة أوغوني بالمصابين بسبب جينتشو (العقاب من الرجل) يوكيشيرو إنيشي على كنشين.
عندما ينكشف ماضي كنشين لأصدقائه، تؤكد ميغومي على كاورو بأسلوبها المعتاد أن عليها أن لا تعتقد أبدا أنها ستحل مكان زوجة كنشين الأولى يوكيشيرو إنيشي في قلبه، بعد علاج كنشين وسانوسكي من جراحيهما تتصرف كطبيبة في دوجو كاميا عندما يهاجم إنيشي أخيرا، بعد نهاية المعركة بموت كاورو، ميغومي المتفاجئة تفحص جسد كاورو قبل السماح له بالدفن.
بعد هذه الأحداث، يصل شينوموري آوشي وماكيماتشي ميساو من كيوتو، على ما يبدو متأخرى ن جدا على المساعدة، آوشي وهو يستمع للتفاصيل الظاهرة يستنتج أن كاورو لم تمت ويطلب فحص جسدها، لأنه مشابه كثيرا لدمية معقدة التركيب، تستنكر ميغومي اقتراح آوشي عديم الإحساس، مؤكدة على فحصها للجثة بنفسها، لكن آوشي يعارضها مؤكدا على أن الدمية قد تخدع حتى الطبيب الخبير، وأن حكمها كان مختلطا بالمشاعر، وبعد إقناع من ياهيكو تستخرج الجثة مع تأكيد ميغومي على كون الجسد حقيقي، حتى تنكشف الخدعة بعد قطع الدمية.
بعد هذا، تعود ميغومي إلى عيادة غينساي، وتبدأ عملية البحث عن كاورو، وبعدما يصاب ياهيكو وسانوسكي والعائد كنشين من جديد، تقوم ميغومي بعلاجهم (مؤنبة سانوسكي على استخدام قبضته اليمنى المصابة مرة أخرى، بعد أن حذرته من قبل على عدم استخدامها بعد أحداث كيوتو)، ثم ترافق المجموعة بذهابهم إلى جزيرة إنيشي في حال حاجتهم إلى العون الطبي. بعد لحظة من الهدوء ترمي ميغومي خزانة أدويتها على سانوسكي بعد استخدامه القبضة اليمنى مرة أخرى، مذكرة له على أنها ستشارك بالمعركة وستستخدم خزانة الأدوية كسلاح، بينما هو بقي مستغربا في أي صف هي فيه.

### نهاية المانغا
في الأعداد الأخيرة من المانغا، اتضح أن ميغومي عادت إلى موطنها في منطقة أيزو، فعائلة ذات سلطة هناك كانت لها علاقة صداقة بأبيها وأنها افتتحت مستشفى سانادا حيث تأمل ميغومي بالتدرب فيه.

## ممثلة الصوت
عندما عرض مسلسل روروني كنشين لأول مرة في اليابان، أدت صوت شخصية ميغومي الممثلة ميكا دوي، الصوت الإنجليزي كان من الممثلة ماري ديفون، ريبيكا روبنسون مثلت الصوت في سلسلة OVA ساموراي إكس: رفلكشن.